# 倉内均
倉内 均（くらうち ひとし、1949年5月3日 - 2022年10月7日）は、日本のテレビディレクター、テレビプロデューサー、映画監督、実業家である。大ヒットした映画『佐賀のがばいばあちゃん』を監督したことで知られる。映像製作会社アマゾンの創立者であり、（株）アマゾンラテルナの代表取締役会長である。ATP（全日本テレビ番組製作社連盟）理事長（2012年 - ）。

## 人物・来歴
青森県青森市（当時は南津軽郡浪岡町）出身。テレビマンユニオンに所属し『アメリカ横断ウルトラクイズ』などの制作に関わる。1985年のテレビ制作会社ネクサスの設立に参加。
1988年4月1日、東京都港区にテレビ番組制作会社として株式会社アマゾンを設立、以来、テレビ作品を中心に、数多くの映像作品を生み出す。また翌1989年には、同名のマンガを原作に山本陽一主演の映画『冬物語』（配給東宝）を演出し映画監督としてデビューしている。
2006年6月3日、アマゾンが製作した映画『佐賀のがばいばあちゃん』（配給ティ・ジョイ）で、17年振りに劇場用映画を監督した。文部科学省推奨を受けた他、台湾での公開を含め、興行収入9億円のヒットとなる。また同年、「ATP賞テレビグランプリ2006」の審査委員長を務めた。
2008年4月1日、自ら設立したアマゾンが創立20周年を迎え、同年6月1日には、映画・映像製作会社の株式会社LATERNA（ラテルナ）との提携を進め、資本関係を持つ関連会社とした。同社には、『佐賀のがばいばあちゃん』を通じて出逢い、意気投合したティ・ジョイ常務兼ラテルナ社長の與田尚志を代表取締役会長CEOに迎え、倉内は引き続き同社長であると共に新たにCOOに就任した。2010年（株）アマゾンラテルナを設立、代表取締役社長に就任。2015年代表取締役会長に就任。
2022年10月7日、脳内出血のため死去。73歳没。

## おもなビデオグラフィ

### テレビドラマ
※ すべて演出
- 『ドキュメンタリードラマ太平洋の生還者』（日本テレビ放送網、1977年）-ギャラクシー賞奨励賞
- 『ピーマン白書』（製作テレビマンユニオン・フジテレビジョン、1980年） - カルト作品
- 日立テレビシティ『林真理子の星に願いを』（TBS、1984年）
- 『炎の料理人・北大路魯山人』（製作ネクサス・日本テレビ放送網、1987年） - 1987年放送文化基金賞奨励賞
- JTドラマBOX『デザートはあなた』（製作アマゾン・毎日放送、1993年）
- サンデープレゼント・第6回文芸社ドラマスペシャル『母とママと、私。- 10年目の再会 -』（製作テレビ朝日・電通、製作協力アマゾン、2007年） - ATPテレビグランプリ2007ドラマ部門優秀賞受賞

### ドキュメンタリー
- 『科学への愛・仁科芳雄物語』（製作テレビマンユニオン、東京12チャンネル、1977年）-科学放送賞
- 『紺野美沙子の科学館〜枝豆』-1987年科学放送賞
- ETVカルチャースペシャル『発見! 仏の世界 - 西村公朝が探る仏像本来の姿 -』 - 2000年 ATP賞優秀賞受賞
- キャノンスペシャル『未来都市江戸〜時空の花園』-2003年ATP賞優秀賞
- NHKハイビジョンスペシャル『大江戸繁盛記 四谷怪談 - 恐怖という名の報酬 -』 - 2003年 ATP賞優秀賞受賞
- アメリカ横断ウルトラクイズ

## フィルモグラフィ
監督作品
- 『冬物語』（配給東宝、1989年）
- 『佐賀のがばいばあちゃん』 （配給ティ・ジョイ、2006年）-第６回ベルリン・アジア太平洋映画祭グランプリ、モントリオール国際青少年映画祭グランプリ、ズリン（チェコ）国際青少年映画祭最優秀長編子供映画賞、リール・ツー・リアル国際青少年映画祭（カナダ)ベストフィルムアワード
- 『日本のいちばん長い夏』 （監督&脚本、配給アマゾンラテルナ、2010年）-日本映画批評家大賞特別作品賞

## 関連事項
- ラテルナ
- ネクサス (プロダクション)
- テレビマンユニオン
- 全日本テレビ番組製作社連盟

## 註
1. ↑  文化通信サイト内の記事「サイト特別企画／写真特集「ATP賞テレビグランプリ2006」授賞式」の記述を参照。
2. ↑  日経流通新聞の記事「配給元頼みにシネコンの逆襲」（2008年9月5日付）の記述を参照。
3. ↑  “テレビプロデューサー倉内均さん死去「佐賀のがばいばあちゃん」監督”. 朝日新聞DIGITAL.   朝日新聞社 (2022年10月17日). 2022年10月17日閲覧。